# مرکز هنر معاصر برای تصویر
مرکز هنر معاصر برای تصویر (فرانسوی: Centre pour l'Image Contemporaine)  یا CIC مرکزی نمایشگاهی برای اشاعه هنر معاصر در ژنو ، سوئیس بود.‌ CIC در سال ۱۹۸۵ برای سازماندهی رویدادها و نمایشگاه‌های هنری با استفاده از فناوری های جدید مانند ویدئو، چند رسانه ای و اینترنت و همچنین رسانه‌های سنتی‌تر مانند عکاسی و فیلم تاسیس شد. 